# Фуат Октай
Фуат Октай (на турски: Fuat Oktay) е турски политик, държавен служител и академик, който е първи вицепрезидент на Турция от 2018 до 2023 г. Преди това е бил заместник-секретар на министър-председателя на Турция от 2016 г. до назначаването му за вицепрезидент, след създаването на институцията след конституционния референдум през 2017 г.

## Биография
Роден е в Чекерек, вилает Йозгат, Централна Турция през 1964 г. Завършва факултета „Икономика и управление“ в Университета на Чукурова в Адана през 1985 г. и остава в университета да работи като научен сътрудник.
Придобива в Уейнския щатски университет в Детройт (центъра на автомобилната промишленост в САЩ) магистърска степен по производствено инженерство и управление (1990) и докторска степен по индустриално инженерство. Специализира в САЩ по авиационна и автомобилна промишленост.
Завърнал се в родината си, става ръководител на катедрата по управление и заместник-декан в университета „Бейкент“ (учреден през 1997 г.) в Истанбул.
От 2008 до 2012 г. е помощник на генералния мениджър на Turkish Airlines, отговарящ за стратегическото планиране и развитието на бизнеса, продажбите и маркетинга, производственото планиране и информационните технологии. Член е на съвета на директорите на TUS AŞ („Турска авиационна и космическа промишленост“ АД), член на техническия съвет на директорите на Turkish Airlines, както и вицепрезидент на Türk Telekom.
От 2 януари 2012 до 19 юни 2016 г. е началник на Председателството (оперативния щаб) за управление при бедствия и извънредни ситуации (Afet ve Acil Durum Yönetimi Başkanlığı) в Министерството на вътрешните работи. Между 19 юни 2016 и 9 юли 2018 г. е мюстешар (началник на администрацията) на министър-председателя Бинали Йълдъръм.
В резултат от конституционния референдум от 2017 г. в страната е въведена длъжността вицепрезидент. На 9 юли 2018 г. Октай е избран за първия в историята вицепрезидент на Турция, полага клетва и встъпва в длъжност на следващия ден.
Фуат Октай е женен, има 3 деца.

## Вицепрезидентство (2018 – 2023)
На конституционния референдум през 2017 г. избирателите одобряват конституционни промени, които разпускат съществуващата парламентарна система на мястото на изпълнително президентство на фона на твърдения за изборни измами. Новата система на управление дава възможност на президента на Турция да стане глава както на държавата, така и на правителството, премахвайки поста министър-председател на Турция. Новата система инициира създаването на кабинета на вицепрезидента на Турция, който ще се назначава и служи по желание на президента.

### Назначаване
На 24 юни 2018 г. се провеждат предсрочни избори за избор на президент и 600 народни представители във Великото народно събрание. Кандидатът на Партията на справедливостта и развитието (ПСР) Реджеп Тайип Ердоган спечелва президентския пост с 52,59 % от гласовете и няма необходимост от провеждане на втори тур. Неговата партия спечелва и най-много места в парламента, като не успява да получи мнозинство с 295 депутати.
С избирането на Ердоган за президент, който ще поеме поста в рамките на новата изпълнителна президентска система, се спекулира, че той ще приеме предимно технократичен кабинет и ще търси модела на „САЩ“, като назначи само един вицепрезидент, въпреки конституционните промени, позволяващи няколко вицепрезиденти да работят наведнъж. Октай е представен като първи вицепрезидент на Турция на 9 юли 2018 г. с обявяването на новия кабинет и полага клетва на следващия ден.

### Кандидатура за депутат
През март 2023 г. президентът Ердоган обявява, че Партията на справедливостта и развитието ще номинира Фуат Октай за член на парламента на предстоящите избори.